# Anna Pollatou
Anna Pollatou (en griego: Αννα Πολάτου) (Cefalonia, 8 de octubre de 1983 - Andravida-Kyllini, 17 de mayo de 2014) fue una gimnasta rítmica y medallista olímpica griega en los Juegos Olímpicos de Sídney 2000.

## Trayectoria
Cuando contaba con 16 años disputó su primer campeonato a nivel profesional, el Campeonato Europeo de Gimnasia Rítmica de 1999 celebrado entre el 28 y 30 de mayo en Budapest. Fue en la modalidad de Gimnasia rítmica con el grupo, llegando a ganar tres medallas de oro. El mismo año, unos meses más tarde disputó el Campeonato Mundial de Gimnasia Rítmica de 1999 celebrado en Osaka, ganando otras dos medallas de oro y una de plata. 

### Juegos Olímpicos
Un año después tomó parte en los Juegos Olímpicos de Sídney 2000, siendo además la portadora de la antorcha olímpica. Tras participar en la modalidad de grupo ganó la medalla de bronce, al conseguir una puntuación de 39 283.

### Fallecimiento
Falleció el 17 de mayo de 2014 a los 30 años de edad a consecuencia de un accidente de tráfico. El vehículo en el que viajaba colisionó con una camioneta en la carretera de Patras a Pirgos en el Peloponeso Occidental. La Federación Griega de Gimnasia mostró sus condolencias a los familiares en un comunicado, expresando que «siente un profundo dolor por la pérdida prematura de una gimnasta que fue un modelo a seguir [...] Era una joven que tenía mucho que ofrecer, no solo en el deporte».